# Sachar Jefymenko
Sachar Jefymenko (Schreibweise beim Weltschachverband FIDE Zahar Efimenko; ukrainisch Захар Олександрович Єфименко; * 3. Juli 1985 in Makijiwka) ist ein ukrainischer Schachspieler. Als er vier Jahre alt war, zog seine Familie nach Kramatorsk.

## Einzelerfolge
1999 gewann er im spanischen Oropesa del Mar die Jugendweltmeisterschaft der Altersklasse U14, 1998 war er in dieser Kategorie an gleicher Stelle noch Dritter geworden. 2001 gewann er das Stork Young Masters in Hengelo, die Gruppe 2 des Governor’s Cup in Kramatorsk und die Einzelmeisterschaft des Donezbeckens in Donezk. 2002 wurde er beim 5. Pyramiden-Franken-Cup in Fürth punktgleich Zweiter hinter Konstantin Landa. 2003 gewann er das Challenger Turnier in Hastings. 2004 siegte er in der Sektion A des internationalen Turnieres in Montreal. 2005 teilte er sich den Sieg beim Gibtelcom Chess Festival in Gibraltar mit Alexei Schirow, Lewon Aronjan, Emil Sutovsky und Kiril Georgiew. 2005 belegte er bei der ukrainischen Einzelmeisterschaft in Riwne noch den zweiten Platz, 2006 in Poltawa konnte er die ukrainische Einzelmeisterschaft gewinnen. Am Schach-Weltpokal nahm Jefymenko 2005, 2009 und 2011 teil. Während er 2009 bereits in der ersten Runde an Gilberto Milos scheiterte, erreichte er 2005 und 2011 jeweils die dritte Runde.

## Mannschaftsschach
Mit der ukrainischen U16-Nationalmannschaft gewann er die U16-Schacholympiade 1999 in Artek. Bei der U16-Schacholympiade 2000, ebenfalls in Artek, belegte er mit der ukrainischen Nationalmannschaft den zweiten Platz. Im selben Jahr gewann er mit der ukrainischen U18-Nationalmannschaft die Europameisterschaft in Balatonlelle, wobei er eine individuelle Goldmedaille für sein Ergebnis von 4,5 aus 6 am dritten Brett erhielt. 2001 wurde er erneut in Balatonlelle U18-Mannschaftseuropameister, diesmal zusätzlich mit einer Goldmedaille für sein Ergebnis von 6,5 aus 7 am zweiten Brett bedacht (Elo-Performance 2755). 2002 in Balatonlelle belegte die ukrainische U18 mit ihm den zweiten Platz, wobei er noch eine individuelle Silbermedaille für sein Ergebnis von 5 aus 7 am Spitzenbrett erhielt. Für die Nationalmannschaft der Erwachsenen spielte er 2003 bei der Europameisterschaft in Plowdiw, den Schacholympiaden 2006 in Turin sowie 2008 in Dresden und der Mannschafts-EM 2009 in Novi Sad, bei der die Ukraine den dritten Platz belegte. 2010 gewann er mit der Ukraine, für die er an Brett 4 spielte, die Schacholympiade in Chanty-Mansijsk. Er erhielt dort zusätzlich eine individuelle Silbermedaille für sein Ergebnis von 8,5 aus 11. Bei seinen drei Teilnahmen an Schacholympiaden mit der Ukraine absolvierte er insgesamt 26 Partien, aus denen er 17 Punkte holte. Bei der Mannschafts-EM 2011 in Porto Carras war er Ersatzspieler, am dritten Brett spielte er bei der Mannschafts-EM 2013 in Warschau. Bei der Mannschaftsweltmeisterschaft 2011 erreichte er mit der Ukraine den dritten Platz.

### Vereine
In der Ukraine nahm er mit Danko Donbass Donezk aus Kramatorsk an den European Club Cups 2000 (als Reservespieler ohne Einsatz) und 2001 (mit 3 Siegen aus 3 Partien) teil. 2001 benannte sich Danko Donbass in A. V. Momot Chess Club um und wurde mit Jefymenko 2002 Mannschaftsmeister. Im Jahre 2006 wechselte er zu Keystone Kiew, dem ukrainischen Mannschaftsmeister 2007 und 2008. Dieser Verein, ab 2008 umbenannt in PVK-Kievchess, war Mannschaftsdritter beim European Club Cup 2008 in Kallithea (Chalkidiki) mit Sachar Jefymenko am dritten Brett. Insgesamt wurde Jefymenko dreimal ukrainischer Mannschaftsmeister: 2002, 2007 und 2008.
In der deutschen Schachbundesliga spielt er seit 2003 für Werder Bremen, mit dem er 2005 deutscher Mannschaftsmeister wurde und 2005 und 2006 am European Club Cup teilnahm. In der britischen Four Nations Chess League (4NCL) spielte er in der Saison 2004/05 für Guildford A&DC. Den Asian Club Cup 2008/09 in al-Ain gewann er mit dem Al-Ain Chess Club aus den Vereinigten Arabischen Emiraten. Er spielt auch in der serbischen (für den SK Radnički), russischen (früher für Politekhnik Nischni Tagil, seit 2009 für die Schachföderation Sankt Petersburg, mit der er 2013 russischer Mannschaftsmeister wurde und 2011 den European Club Cup gewann) und ungarischen 1. Liga (früher für die Mannschaft von Aquaprofit NTSK, mit der er in den Saisons 2010/11, 2011/12, 2013/14, 2014/15, 2015/16 und 2017/18 den Titel gewann, in der Saison 2019/20 für DVTK Sport Korlátolt Felelősségű Társaság). In der slowakischen Extraliga spielte er in der Saison 2014/15 für den Meister ŠO ŠKM Angelus Stará Ľubovňa.

## Titel und Rating
2001 wurde er Internationaler Meister, seit 2002 ist er Großmeister. Seine bisher beste Platzierung in der FIDE-Weltrangliste war der 34. Platz im Januar 2006.